# Takecallis arundinariae
Takecallis arundinariae är en insektsart som först beskrevs av Essig 1917.  Takecallis arundinariae ingår i släktet Takecallis och familjen långrörsbladlöss. Inga underarter finns listade i Catalogue of Life.